# 경남고속뉴부산관광
경남고속뉴부산관광(慶南高速 뉴釜山觀光)은 경상남도의 관광버스 시외버스 및 고속버스 업체로, 대표자는 이선호이다. 면허는 경상남도 양산시로 되어있으나 본사는 부산광역시 금정구 중앙대로 2008 (남산동)에 있다.

## 개요
1966년 2월 1일에는 경남뻐스의 사명으로 면허를 부여받았다. 1986년에는 사명을 경남뻐스에서 경남버스주식회사로 변경하였으며, 2007년에는 사명을 경남버스주식회사에서 경남고속으로 변경하였다. 한때 부산종합버스터미널에서 출발하는 버스의 상당수가 경남버스 차량이었으며, 부산서부시외버스터미널에도 적지 않은 영향을 미쳤으나 수 년 전부터 수도권 방면을 위주로 한 중/장거리 노선 주력 방침을 세우고 우등 차량의 비율을 높이는 한편 많은 단거리 노선을 매각했거나 절차를 진행 중이다. 현재 단거리 노선은 진주 ~ 동래 등 일부 만을 운행하고 있다. 예전에 계열사로 시외 버스 회사인 신일여객을 두었으나 폐업하였다. 또한 계열사로 두었던 양산시 면허의 시내버스, 시외버스와 울산광역시 면허의 시내버스 회사인 (주) 세원은 현재 독립하여 별개의 회사가 되었다. 그리고 계열사였던 속리산고속은 2008년 5월 금호아시아나그룹에 매각하였다.
한편 '용인 ~ 부산' 간 노선과 용인시내버스를 운행하는 경기도 용인시 소재의 경남여객(京南旅客)이라는 업체는 경남고속과 무관하다.

## 운행 차종

#### 기아
- 뉴 그랜버드 파크웨이
- 뉴 그랜버드 이노베이션 션샤인
- 뉴그랜버드 실크로드 (프리미엄)
- 뉴 그랜버드 슈퍼 프리미엄 파크웨이

#### 현대자동차
- 현대 뉴 프리미엄 익스프레스 유니버스 노블
- 현대 뉴 프리미엄 유니버스 프라임
- 현대 뉴 프리미엄 유니버스 엘레강스 FCEV
- 현대 뉴 프리미엄 익스프레스 유니버스 노블EX

#### 자일대우버스
- 자일대우 뉴 BS106
- 자일대우 BX212 로얄하이데커
- 자일대우 BX212M 로얄플러스

#### 우진산전
- 우진산전 아폴로 1200 EV

#### 스카이웰
- 스카이웰 리오네 EV

#### 메르세데스-벤츠
- 메르세데스-벤츠 스프린터

## 운행 노선

### 시외버스
2023년 10월 기준이다.
| 운행업체 | 보유 노선수 | 보유 노선수 | 보유 노선수 | 보유 노선수 | 면허 대수 | 면허 대수 | 면허 대수 | 면허 대수 | 면허 대수 | 면허 대수 |
| -------- | ----------- | ----------- | ----------- | ----------- | --------- | --------- | --------- | --------- | --------- | --------- |
| 운행업체 | 노선 합계   | 직행        | 일반        | 고속        | 대수 합계 | 직행      | 일반      | 고속      | 우등      | 예비      |
| 경남고속 | 52          | 52          | -           | -           | 166       | 64        | 93        | -         | -         | 9         |

### 안산 출발 노선
- 안산 ~ 수원 ~ 오산 ~ 장유 ~ 김해 ~ 양산
- 안산 ~ 수원 ~ 오산 ~ 부산 ~ 해운대

### 광주 출발 노선
- 광주 ~ 통영 ~ 고현 (금호고속과 공동운행)
- 광주 ~ 통영 (금호고속과 공동운행)

### 창원 출발 노선
- 창원 ~ 마산 ~ 부천 (경기고속, 천일여객과 공동운행)
- 창원 ~ 마산 ~ 원주 (강원여객, 대원고속과 공동운행)
- 창원 ~ 마산 ~ 오산 ~ 수원 ~ 안산 (천일여객, 고려여객, 경북고속과 공동운행)
- 창원 ~ 마산 ~ 인천 (천일여객, 고려여객, 대원고속과 공동운행)

### 부산 출발 노선
- 부산 ~ 여주 ~ 이천 (경북고속, 대원고속과 공동운행)
- 부산 ~ 동래역 ~ 개양 ~ 진주
- 부산 ~ 동래역 ~ 고현 ~ 통영 (경원여객과 공동운행)

### 인천국제공항출발 노선
- 인천국제공항 ~ 마산 ~ 창원 (천일여객, 경북고속과 공동운행)[3]
- 인천국제공항 ~ 울산 (경북고속, 아성고속, 천마고속과 공동운행)[4]
- 인천국제공항 ~ 부산 (경북고속과 공동운행)[5]
- 인천국제공항 ~ 해운대 (경북고속과 공동운행, 부산, 송도국제도시 경유)

### 공항버스
- ● 공항리무진1번 : 김해국제공항 ~ 벡스코 ~ 장산역 ~ 반얀트리해운대부산
- ● 공항리무진2번 : 김해국제공항 ~ 서면역 ~ 부전시장 ~ 부전역

## 본점 및 지점 현황
- 본점: 부산광역시 금정구 중앙대로 2008 (남산동)
- 양산지점: 경상남도 양산시 양산역1길 7 (중부동)
- 뉴 부산관광버스 차고지 부산 부산진구 신천대로 215-26 (가야)
- 부산노포동터미널 지하 1층 경남고속뉴부산 부산지점 시외버스 사무실